# Lasiocercis albosignata
Lasiocercis albosignata là một loài bọ cánh cứng trong họ Cerambycidae.